# Kolumbarium

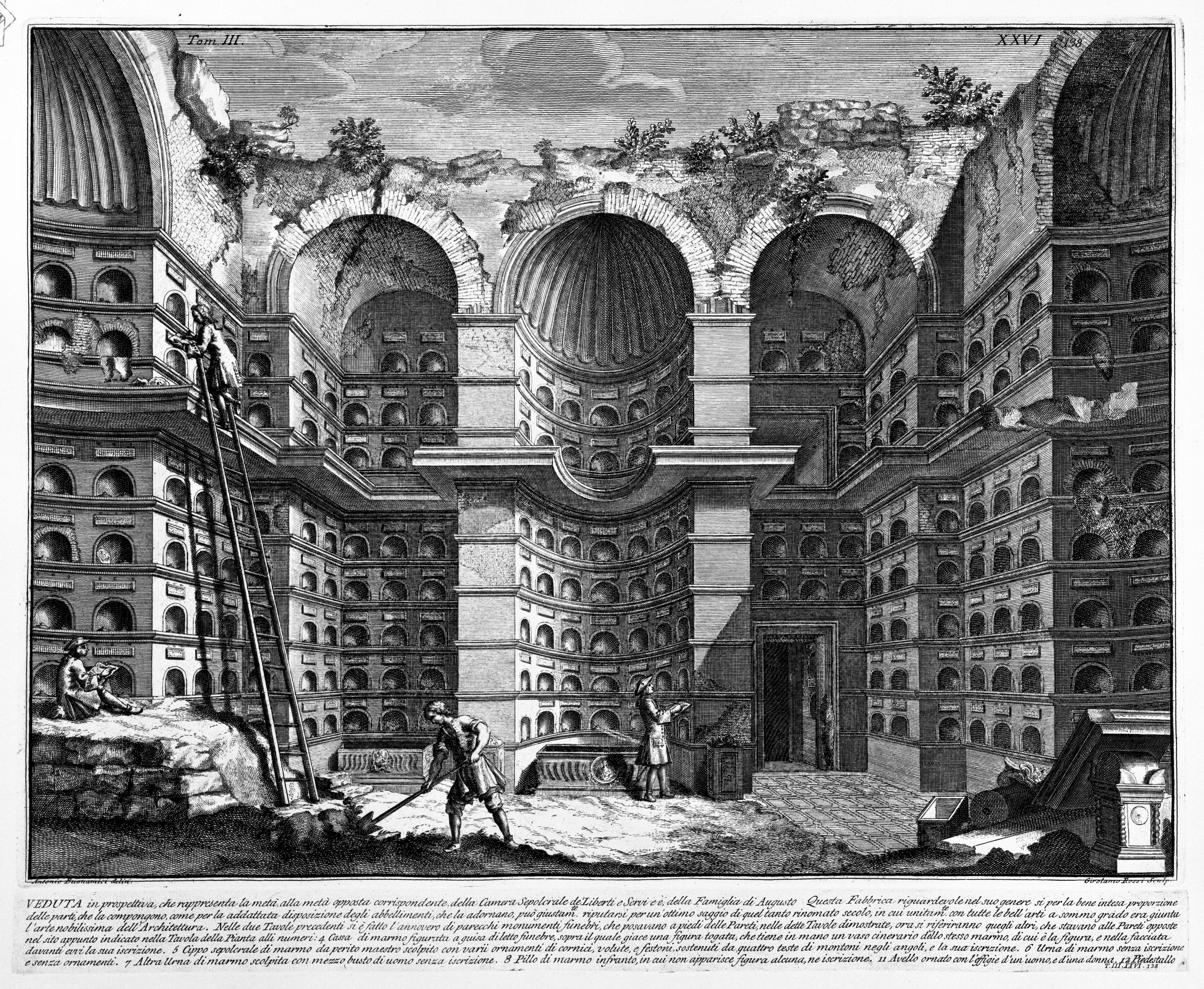
Tzw. kolumbarium Liwii w Rzymie (sztych G.B. Piranesiego, 1756)

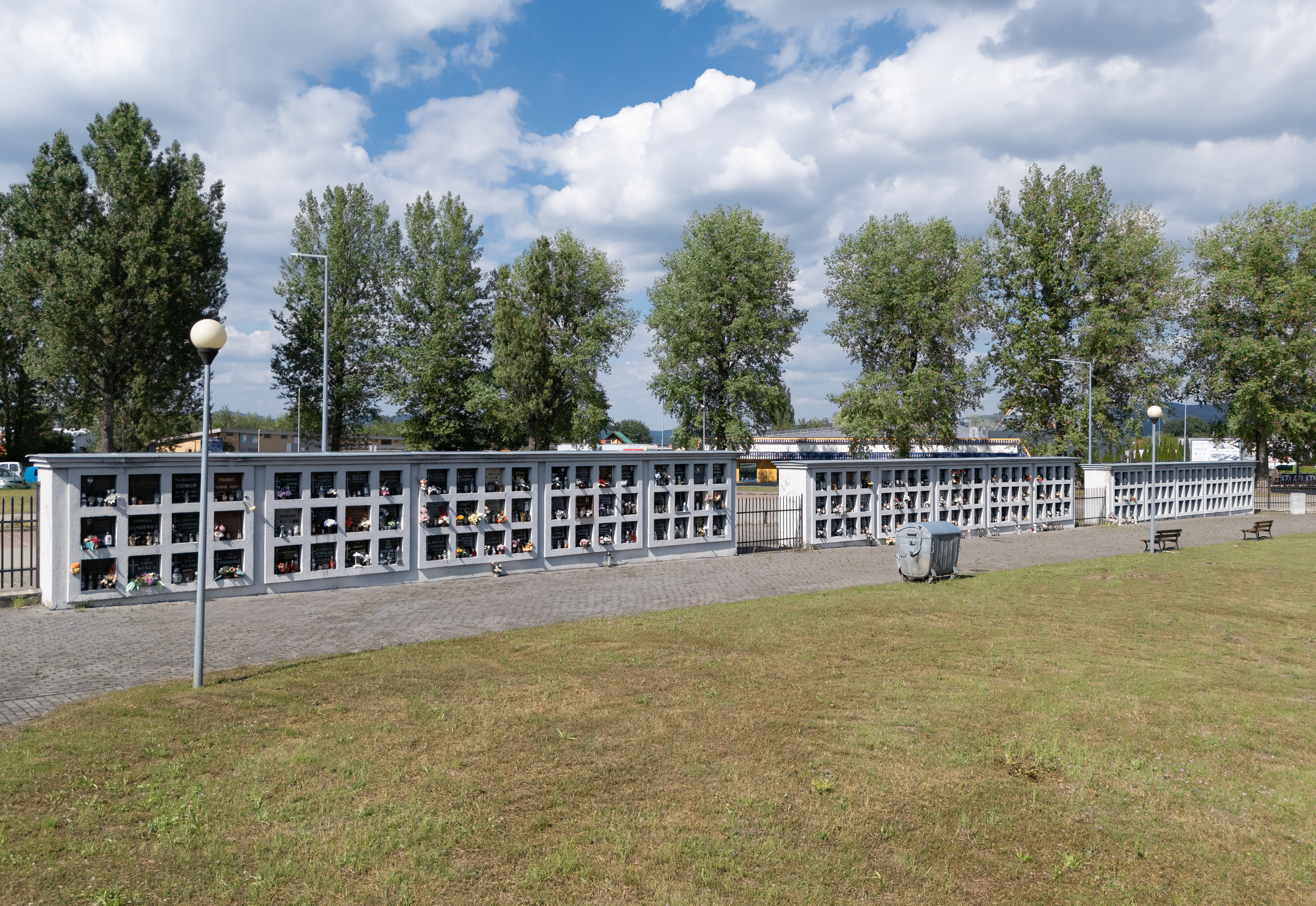
Współczesne kolumbarium w Kłodzku

Kolumbarium (łac. dosł. „gołębnik” od columba – gołąb) – prostopadłościenna lub niekiedy kopulasta budowla cmentarna z czasów rzymskich i wczesnochrześcijańskich, pełniąca funkcję zbiorowego grobowca.
Starożytne kolumbaria pojawiły się u Rzymian od czasów Augusta w I wieku p.n.e. Charakterystyczne dla Rzymu, były częściowo podziemną budowlą z niszami grzebalnymi rozmieszczonymi w wielopoziomowych rzędach w ścianach wewnętrznych. Umieszczano w nich urny z prochami zmarłych i opatrywano marmurowymi tabliczkami z ich imionami. Pod ścianami, na posadzce niekiedy ustawiano sarkofagi. Wnętrze dekorowane było zazwyczaj freskami i stiukami.
Jednym z nowożytnych przykładów tej budowli są zachowane XIX-wieczne kolumbaria na cmentarzu Bernardyńskim w Wilnie. Istniały one też do chwili dewastacji na cmentarzu na Rossie w Wilnie.
Obecnie kolumbaria powstają na cmentarzach.